# فرد رز (ترانه‌سرا)
ناولز فرد روز (انگلیسی: Knowles Fred Rose؛ ۲۴ اوت ۱۸۹۷ – ۱ دسامبر ۱۹۵۴) موسیقی‌دان، ترانه‌سرا و مدیر نشر موسیقی اهل ایالات متحده آمریکا بود که به موزه و تالار مفاخر موسیقی کانتری نیز راه یافته‌بود.
او علاوه بر نوشتن ترانه و تهیهٔ موسیقی برای هنرمندانی همچون هنک ویلیامز و سوفی تاکر، یکی از بنیان‌گذاران آکوف-رز میوزیک، شرکت نشر موسیقی کانتری مستقر در نشویل نیز بود.

## زندگی‌نامه
رز زادهٔ اوانزویل، ایندیانا در ایالات متحده آمریکا بود و در کودکی نوازندگی پیانو و آواز خواندن را آغاز کرد. او در دوران نوجوانی به شیکاگو، ایلینوی نقل مکان کرد و در آنجا به کار در بار و اجرای خیابانی به‌منظور دریافت انعام، و سپس به وودویل مشغول شد. او در نهایت در زمینهٔ سرودن ترانه به موفقیت‌هایی دست یافت و نخستین اثر مشهور خود را برای سوفی تاکر نوشت.
رز برای مدتی کوتاه در نشویل، تنسی سکونت داشت، اما اجرای برنامهٔ رادیویی او در آنجا تداوم چندانی نداشت. در نتیجه او به امید کسب موفقیت به‌عنوان یک ترانه‌سرا به کوچه تین پن در نیویورک رفت. از همان زمان بود که نوشتن ترانه را به‌همراه ری وایتلی آغاز کرد. وایتلی یک ستارهٔ فیلم وسترن، و نویسندهٔ قطعهٔ «بازگشت دوباره به زین» بود. همکاری وایتلی با رز، او را با فرصت‌هایی که موسیقی کانتری در اختیارش قرار می‌داد، آشنا کرد. او برای مدتی با ری و کی وایتلی در یک آپارتمان در هالیوود زندگی کرد و ترانه‌های بسیاری را به‌طور مشترک برای فیلم‌های ری نوشت.
او در سال ۱۹۴۲ به نشویل برگشت و با همکاری روی آکف، ستارهٔ کنسرت‌های گرند اول اپری نخستین شرکت نشر موسیقی مستقر در نشویل را پایه‌گذاری کرد. این شرکت، که آکوف-رز میوزیک نام داشت، تقریباً بلافاصله پس از تأسیس به موفقیت دست یافت به‌ویژه آثار مشهور هنک ویلیامز که توسط این شرکت منتشر شدند، بر این موفقیت تأثیر داشتند. آکوف-رز میوزیک، حتی پس از مرگ رز نیز به‌عنوان یکی از پایه‌های تجارت موسیقی کانتری باقی ماند؛ ویزلی رز، فرزند او، ریاست شرکت را پس از مرگ پدرش بر عهده گرفت و تا سال ۱۹۸۵ و تا پیش از فروش امتیاز شرکت به شرکت سرگرمی گی‌لورد، شرکت مادر گرند اول اپری، به همکاری با آکف ادامه داد.
رز در دوران فعالیت حرفه‌ای خود، از سال ۱۹۴۷ تا ۱۹۵۳ به‌عنوان تهیه‌کنندهٔ موسیقی برای هنک ویلیامز فعالیت می‌کرد.
او همزمان با ادارهٔ تجارت خود، به نوشتن ترانه‌های کانتری مشهور ادامه داد و در نهایت به یکی از مهم‌ترین شخصیت‌ها در صنعت موسیقی کانتری تبدیل شد. او برخی ترانه‌های خود را نیز تحت نام فلوید جنکینز می‌نوشت.
رز در سال ۱۹۵۴ بر اثر حملهٔ قلبی در نشویل درگذشت و در قبرستان مونت اولیوت دفن شد.
رز در کنا هنک ویلیامز و جیمی راجرز، «پدر موسیقی کانتری» یکی از سه نفر نخستی بود که در زمان افتتاح تالار مفاخر موسیقی کانتری در سال ۱۹۶۱، به این تالار راه یافتند. او در سال ۱۹۷۰ به تالار مشاهیر ترانه‌سرایان نشویل  و در سال ۱۹۸۵ به تالار مشاهیر ترانه‌سرایی راه یافت. در سال ۱۹۸۶، ویزلی، فرزند او نیز به تالار مشاهیر موسیقی کانتری راه یافت.